# Katarsis (band)
Katarsis is een Litouwse muziekgroep.

## Biografie
Katarsis werd in 2020 opgericht in de Litouwse hoofdstad Vilnius. In 2025 nam de groep deel aan de Litouwse preselectie voor het Eurovisiesongfestival. Met het nummer Tavo akys won Katarsis de nationale finale, waardoor het Litouwen mocht vertegenwoordigen op het Eurovisiesongfestival 2025, dat gehouden werd in het Zwitserse Bazel.
1994: Ovidijus Vyšniauskas · 
1999: Aistė Smilgevičiūtė · 
2001: Skamp · 
2002: Aivaras · 
2004: Linas & Simona · 
2005: Laura & The Lovers · 
2006: LT United · 
2007: 4Fun · 
2008: Jeronimas Milius · 
2009: Sasha Son · 
2010: InCulto · 
2011: Evelina Sašenko · 
2012: Donny Montell · 
2013: Andrius Pojavis · 
2014: Vilija Matačiūnaitė · 
2015: Monika Linkytė & Vaidas Baumila · 
2016: Donny Montell · 
2017: Fusedmarc · 
2018: Ieva Zasimauskaitė · 
2019: Jurijus Veklenko · 
2021: The Roop · 
2022: Monika Liu · 
2023: Monika Linkytė · 
2024: Silvester Belt · 
2025: Katarsis